# Aquilino Benito Pérez
Aquilino Benito Pérez, alias postmortem El ovejita (Santo Domingo de Pirón ?- Oteruelo del Valle, Provincia de Madrid, 26 de febrero de 1882), fue un bandolero español perteneciente a la banda de El Tuerto de Pirón, del que era amigo desde siempre y al que fue fiel. Actuó principalmente en la sierra de Guadarrama y en la cuenca de los ríos Pirón y Lozoya.

## Biografía
Según el autor Tomás Calleja, Aquilino seguramente nació en Santo Domingo de Pirón al igual que Fernando Delgado Sanz, El Tuerto de Pirón, pero apenas se sabe de él hasta que se inició como bandolero en 1866.

Retrato de su mejor amigo y líder El Tuerto de Pirón, realizado por la Guardia Civil en 1870 con el objetivo de prevenir a la población y arrestarlo

Es en 1866 cuando su amigo Fernando Delgado Sanz, alias El Tuerto de Pirón, se convirtió en bandolero por un desamor con una moza del lugar. Aquilino, junto con Barroso, que habían sido amigos suyos desde siempre, decidieron unirse a él en su vida de bandolero por la sierra de Guadarrama y la en cuenca de los ríos Pirón y Lozoya.
Su robo más famoso fue el intento fallido de atraco al cura de Trescasas y Sonsoto Don Matías Yuste. Permaneció leal al Tuerto cuando El Madrileño, también miembro de la banda, se intentó hacer con el poder de esta, por lo cual Fernando lo mató en duelo, y pese a horrorizarle la sangre le siguió apoyando.
Hubo múltiples intentos de detención fallidos o que les tuvieron preso un tiempo mínimo, como la de 1879. Estas se iban sucediendo poco a poco cada menos tiempo. Pero fueron detenidos como tales por primera vez en diciembre de 1881 durmiendo en la casa de un amigo carbonero que les traicionó. Fueron apresados en la cárcel segoviana de la calle Juan Bravo, actual Casa de la Lectura, de donde escaparon por el techo, Mes y medio después el 31 de enero de 1882. Poco después, el 26 de marzo, el cabo segundo de la guardia civil Joaquín Monelús y otros tres compañeros les rodearon mientras dormían en la posada donde se escondían alertados por un pastor al que habían robado. Tras intercambio de disparos durante treinta minutos todos los miembros de la banda huyeron ilesos, salvo Aquilino Benito Pérez, que al dormirse haciendo guardia murió por las balas. Se cuenta que para El Tuerto de Pirón, junto a Barroso, era su amigo más fiel y preciado.